# Bokermannohyla flavopicta
Bokermannohyla flavopicta é uma espécie de anfíbio da família Hylidae. Endêmica do Brasil, pode ser encontrada na região da Cadeia do Espinhaço nos municípios de Rio de Contas (Serra das Almas e Serra do Itobira) e de Mucugê (Serra do Bastião), no estado da Bahia.